# Inmaculada Concepción (Zurbarán, 1629, Museo del Prado)
Inmaculada Concepción es el tema de un cuadro de Francisco de Zurbarán realizado ca.1629. Es uno de los tres lienzos de esta temática, realizados por Zurbarán, que posee el Museo del Prado, y compone el número 20 en el catálogo razonado y crítico, realizado por la historiadora del arte Odile Delenda, especializada en este pintor.

## Introducción
La Inmaculada Concepción no está narrada explícitamente en los Evangelios canónicos y, de hecho, no fue decretada como dogma de la Iglesia católica hasta 1854. Sin embargo, en España gozó de una gran consideración ya desde la Edad Media. Su iconografía se fue gestando a lo largo del siglo XVI, sobre la base de un versículo del Apocalipsis de san Juan en el que se alude a «una mujer vestida de sol, con la luna a sus pies, y una corona de doce estrellas sobre su cabeza», interpretada como la Virgen María, y completada con ciertos atributos marianos tomados de las letanías de Loreto. En 1570, Johannes Molanus celebraba esta nueva interpretación artística en su tratado De picturis et imaginibus sacris. En los años de aprendizaje de Zurbarán en Sevilla —1614-1617— el ambiente espiritual y artístico de la ciudad contribuyó a la creación de una nueva imagen pictórica de este tema.

## Descripción de la obra
Datos técnicos y registrales
- Madrid, Museo del Prado —Inv. n° 2992—;[3]
- Pintura al óleo sobre lienzo;
- Dimensiones: 127 x 89 cm, (128 x 89 cm, según el museo);
- Datación: ca. 1628-1630;
- Catalogado por O.Delenda con el número 20 y por Tiziana Frati con el número 135.[4]

### Análisis de la obra
Esta obra es probablemente la primera versión que realizó Zurbarán de este tema y suele ser considerada la más íntima y conmovedora. La composición está dividida en una parte celestial y otra terrenal. En ambas partes se representan símbolos de las letanías de Loreto, algunas procedentes de versículos bíblicos. En la parte izquierda del celaje: la Puerta de los cielos, la Torre de marfil y la Estrella matutina. En la derecha, la Escala de Jacob y el Espejo sin mancha. La parte inferior —terrenal— consiste en un paisaje, delicadamente ejecutado. A la izquierda, la Palmera de Engadi y, sobre el río, el Socorro de los navegantes, mientras que a la derecha la se ven la Torre de David, y la Ciudad de Dios.
La Virgen es representada adolescente, con una gentil expresión de modestia. Está situada en el centro de la parte celeste, erguida sobre una luna menguante transparente, perfectamente redonda, simétrica con respecto a un nimbo oscuro alrededor de la cabeza de María. Esta aureola contiene las doce estrellas propias de la Mujer vestida de Sol del Apocalipsis, así como numerosas cabezas de querubines entre nubes, formando un círculo dorado. El Sol ilumina a la Virgen por detrás, formando fuertes contrastes de luz, que acentúan su manto azul y destacan su vestido rosa pálido.

## Procedencia
1. Sevilla, doña Celia Méndez marquesa viuda de la Puebla de Obando, responsable de la fundación de las Esclavas del Divino Corazón;
2. Sevilla, Convento de las Esclavas del Divino Corazón;
3. Comprada por el Ministerio de Educación;
4. Museo del Prado, 1956.[14]